# História das Ilhas Virgens Americanas

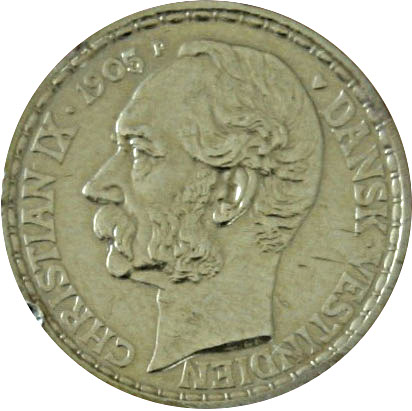
Uma moeda em ouro de 20 Francos de 1905 da Companhia Dinamarquesa das Índias Ocidentais, com a efígie de Cristiano IX da Dinamarca.

Os mais antigos habitantes das Ilhas Virgens Americanas foram as tribos Ciboneis, Aruaques e Caraíbas, e o primeiro europeu a visitar o arquipélago foi Cristóvão Colombo. 
As ilhas foram ocupadas por diversos países no século XVI, entre as quais a Inglaterra, Países Baixos, França e Dinamarca. Em 1733, a Companhia Dinamarquesa das Índias Ocidentais comprou a ilha de Santa Cruz aos franceses e estabeleceu as Índias Ocidentais Dinamarquesas como São Tomás, São João e na própria Santa Cruz. As ilhas foram compradas à Dinamarca pelos Estados Unidos em 1917.
Nas ilhas estabeleceram-se postos de comércio de escravos, e milhares deles trabalharam nas plantações de cana-de-açúcar. A escravatura terminou em 1848, após uma rebelião.